# Internationale polders
De internationale polders zijn polders in de Nederlandse gemeente Sluis (Zeeuws-Vlaanderen) en West-Vlaanderen waar de Belgisch-Nederlandse grens doorheen loopt. De geografische omstandigheden zijn nu eenmaal vaak niet gebonden aan kunstmatige grenzen.
Deze polders zijn geruime tijd door internationale waterschappen of polderbesturen bestuurd.
Het merendeel van de internationale polders komt voor in de Zwinstreek.

## Lijst van internationale polders
De volgende internationale polders werden onderscheiden:
1. Zeer oud is de Robbemoreelpolder ten westen van Sluis. Deze polder van 60 ha werd reeds in 1375 vermeld. Hij is ontstaan door indijking van een schor in het Zwin.
2. De Gouverneurspolder van 47 ha lag ten noorden van Robbemoreel en werd in 1716 bedijkt.
3. De Kraeyenspolder werd in 1747 ingepolderd, toen het Lapscheurse Gat was afgedamd. Deze polder van 33 ha is genoemd naar Abraham Craeij, toenmalig burgemeester van Sluis en heer van Idewalle. Bovengenoemde drie polders werden door een internationaal waterschap bestuurd. Van de 182 ha lag 139 ha in Nederland en 43 ha in België.
4. De Maneschijnpolder van 26 ha ligt ten noorden van Sint Anna ter Muiden. Hij werd ingepolderd door Jan I van Namen omstreeks 1282 en na de Sint-Elisabethsvloed van 1404 werd hij herdijkt in 1407.
5. De Brugsche polder van 24 ha, in de middeleeuwen ingepolderd
6. De Brixuspolder van 15 ha, eveneens middeleeuws.
7. De Greveningepolder van 740 ha, eveneens middeleeuws.
De polders 4 t/m 7 werden door het internationale waterschap Greveninge bestuurd. Hiervan lag 725 ha in België en 87 ha in Nederland.
8. De internationale Godefroi en Burkelpolder van 56 ha ligt ten noorden van Sluis. Hiervan ligt 0,6 ha op Nederlands grondgebied. Ook deze polder is in de middeleeuwen aangelegd.
9. De Willem-Leopoldpolder is van recentere datum. Het is een afdamming van en bedijking van schorren in het Zwin die voor gezamenlijke rekening van Nederland en België kwam en waartoe een Internationale Commissie was ingesteld. In 1873 kwam de 629 ha metende polder gereed. Hij werd genoemd naar de toen regerende koning Willem III van Nederland en koning Leopold II van België. Van de polder ligt 495 ha in België en 134 in Nederland en hij ligt ten westen van Retranchement.

## Heden
In 1967 hielden de internationale waterschappen op te bestaan en werd het Nederlandse deel van de polders bij het waterschap het Vrije van Sluis gevoegd.